# Пьяновичи
Пьяновичи (укр. П'яновичі) — село в Бисковичской сельской общине Самборского района Львовской области Украины.
Население по переписи 2001 года составляло 644 человека. Занимает площадь 8,61 км². Почтовый индекс — 81450. Телефонный код — 3236.